# Организация по гармонизации коммерческого права в Африке
ОХАДА, или Организация по гармонизации коммерческого права в Африке (фр. OHADA, Organisation pour l'Harmonisation en Afrique du Droit des Affaires — название организации, созданной 17 октября 1993 года в городе Порт-Луи (Маврикий) рядом западно-африканских и центрально-африканских государств с целью унификации системы коммерческого права.
В настоящее время (2007) в Договоре ОХАДА участвуют 16 стран Африки. Первоначально международный договор был подписан 14 африканскими государствами, ещё две страны (Коморы и Гвинея) присоединились к договору позже, а третья страна (Демократическая Республика Конго) должна присоединиться в ближайшее время. Договор открыт для подписания всеми африканскими государствами, независимо от членства в Организации африканского единства.

## Описание
Будучи инициативой западно- и центрально-африканских стран по гармонизации коммерческого законодательства и учреждений-исполнителей, ОХАДА ставит целью нахождение альтернативных решений проблемы отсутствия экономического роста в тропической Африке — регионе, который удивляет и бросает вызов экономистам-специалистам по экономическому развитию в течение ряда десятилетий. Заявленной задачей этой инициативы является оказание содействия и поощрение как национальных, так и иностранных инвестиций в государствах-участниках, а также отслеживание, чтобы для достижения своих целей, поскольку большинство из них — бывшие колонии Франции, они опирались в основном на модернизированную французскую правовую модель. Законодательство, принимаемое ОХАДА, имеет исключительно коммерческую направленность. В рамках договора ОХАДА создан наднациональный суд для обеспечения единообразия и последовательности толкований закона между государствами-участниками, при этом в судопроизводстве отчётливо прослеживается французское влияние.

## Государства-участники
- Бенин
- Буркина-Фасо
- Камерун
- Центрально-Африканская Республика
- Чад
- Коморы
- Конго
- Кот-д’Ивуар
- Экваториальная Гвинея
- Габон
- Гвинея
- Гвинея-Бисау
- Мали
- Нигер
- Сенегал
- Того
- Демократическая Республика Конго (присоединяется в ближайшее время)